# Irénée-Rambert Faure
Pour les articles homonymes, voir Faure.
Irénée-Rambert Faure, né le 11 décembre 1872 à Sorbiers (Loire), et mort le 27 mai 1948 à Vaux-sur-Poligny (Jura), est un évêque catholique français.

## Biographie
Irénée-Rambert Faure est né le 11 décembre 1872 à Sorbiers (Loire).
Il est ordonné prêtre le 30 mai 1896 à Lyon.
Il est nommé évêque de Saint-Claude le 12 mars 1926 pour succéder à François-Alexandre Maillet, mort en fonction quatre mois auparavant.
Il est consacré le 27 mai 1826 par Louis-Joseph Maurin, archevêque-cardinal de Lyon avec comme co-consécrateurs Jean-Marie Bourchany et Étienne Faugier.
Le 5 novembre 1930, l'évêché est transféré à Lons-le-Saunier, préfecture du département du Jura, et Faure y élit domicile.
Il meurt le 27 mai 1948 à Vaux-sur-Poligny (Jura), et est inhumé en la Cathédrale Saint-Pierre-Saint-Paul-et-Saint-André de Saint-Claude (Jura) le 5 juin 1948.